# Josef Papáček
Josef Papáček (21. dubna 1909 – 1. ledna 1975) byl český a československý politik Československé strany národně socialistické (respektive Československé strany socialistické, jak byla roku 1948 přejmenována národně socialistická strana) a poválečný poslanec Ústavodárného Národního shromáždění.

## Biografie
Po parlamentních volbách v roce 1946 se stal poslancem Ústavodárného Národního shromáždění za národní socialisty. Mandát ale nabyl až dodatečně v květnu 1948 jako náhradník poté, co rezignoval poslanec Hubert Ripka. Do parlamentu nastoupil až po komunistickém převratu v roce 1948, kdy už byla národně socialistická strana ovládnuta prokomunistickou frakcí a přejmenována na Československou stranu socialistickou. V parlamentu zasedal jen krátce do voleb do Národního shromáždění roku 1948.